# Capri (scooter)

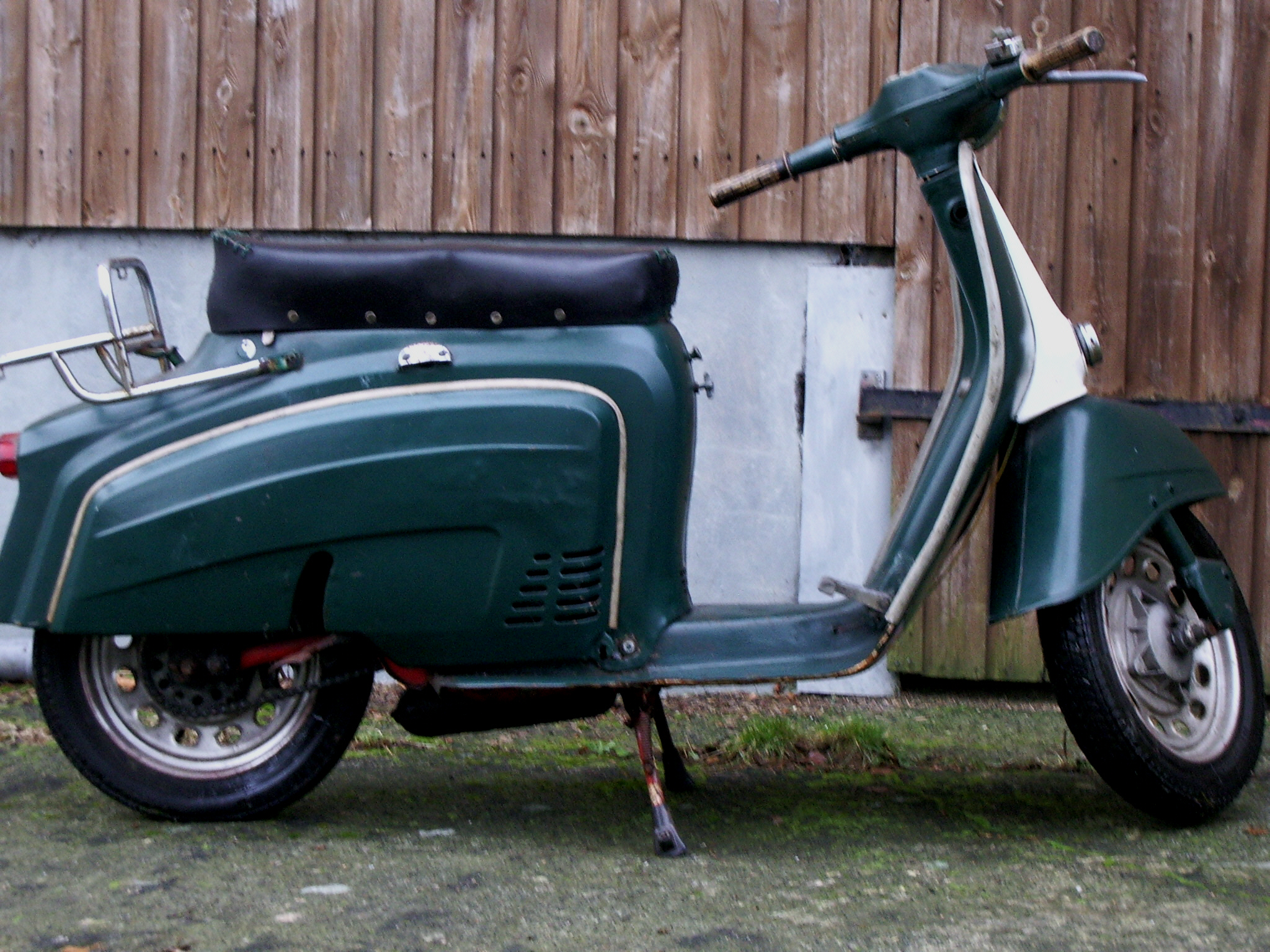
Garelli Capri uit 1967

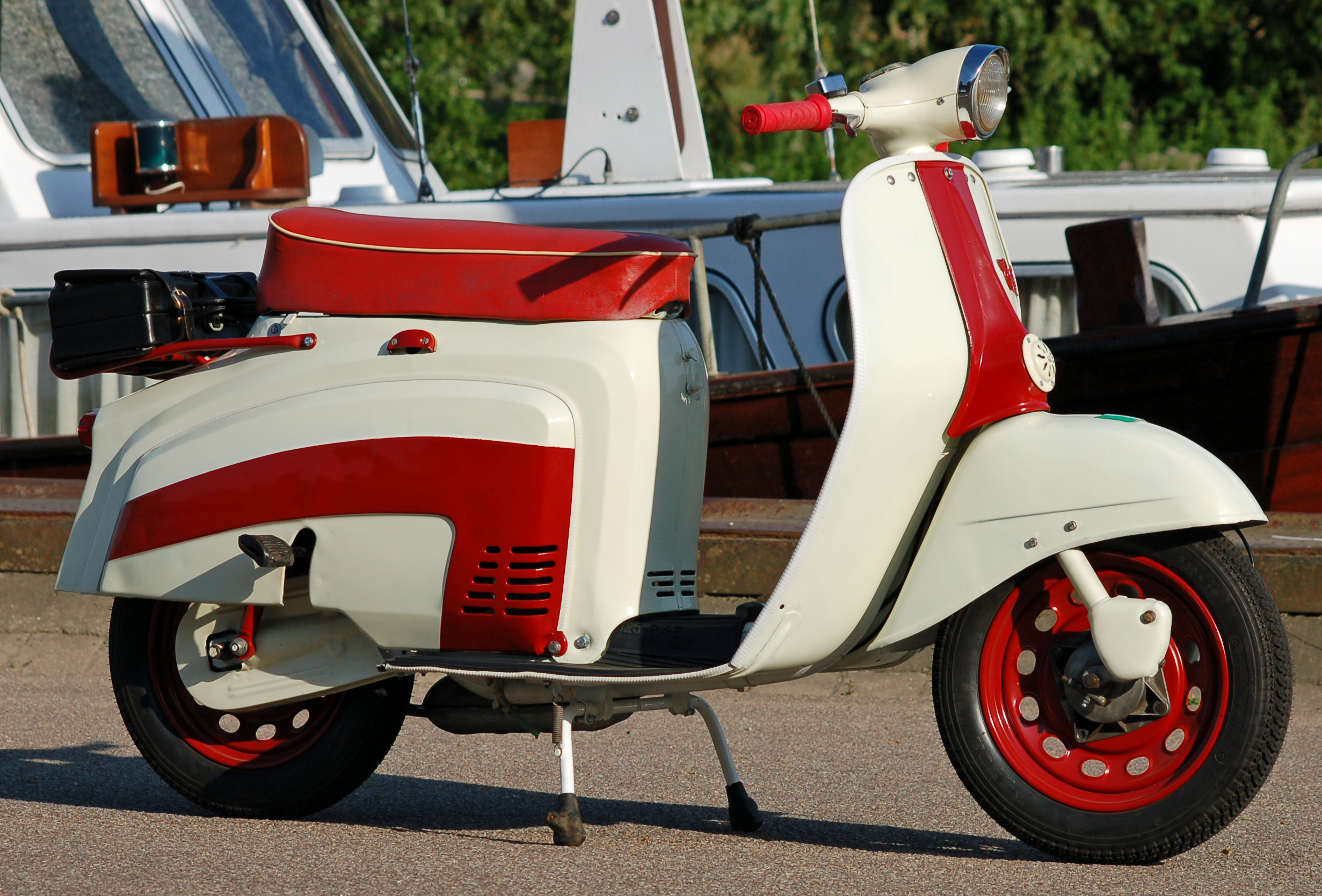
Garelli Capri 50 uit 1968. Goed zichtbaar zijn de kickstarter en de gesloten oliebadkettingkast

Capri is een voormalig Italiaans scootermerk.
Nadat de productie van deze scooters overging naar Garelli werd de merknaam "Garelli" en "Capri" werd de typenaam.
De bedrijfsnaam was: Ditta A. Agrati & Figli, Monticello, later Agrati-Garelli, Gruppo Industriale, Como.

## Geschiedenis
Antonio Agrati (Cortenuova de Monticello (Brianza), 1832) was smid van beroep. Pas in 1900 werd zijn bedrijf geregistreerd als "A. Agrati & Figli". Toen Antionio in 1924 overleed werden zijn zoons Clodoveo, Luigi en Mario eigenaren van het bedrijf. Het was intussen een onderhoudswerkplaats voor agrarische machines, maar in 1924 begonnen de broers Agrati ook elektromotoren te produceren. De broers overleden kort na elkaar en de leiding van het bedrijf werd overgenomen door de weduwe van Mario en de zoon van Clodoveo. Begin jaren veertig stopte de productie van elektromotoren en ging het bedrijf fietsonderdelen maken.
In 1955 werden enkele persen aangeschaft, waardoor plaatframes voor bromfietsen, motorfietsen en scooters geperst konden worden. Nog in datzelfde jaar ontstond er contact met Garelli, dat al vanaf 1919 motorfietsen produceerde maar voor de snel populair wordende scooters plaatframes nodig had. Die zorgden niet alleen voor een zelfdragende carrosserie, maar waren ook veel goedkoper te produceren dan buisframes. Garelli kocht echter niet alleen frames bij Agrati, maar leverde ook inbouwmotoren waardoor Agrati onder eigen naam scooters kon produceren.

### Capri 70, 80 en 125
Zo verscheen in 1958 de Capri 70 scooter, waarbij Capri niet de typenaam was, maar als merk werd geïntroduceerd. In het zicht op de samenwerking met Garelli was dit een ietwat vreemde constructie, want hij had een dubbel buizenframe en een 69cc-Garelli-tweetaktmotortje. Aan de rechterkant zat een kickstarter en de scooter had een door rubber gedempte schommelvoorvork en achter een swingarm met twee hydraulische schokdempers. De eerste Capri had ook nog 12inch-spaakwielen, die in 1960 vervangen werden door geperste stalen velgen. De machine had kettingaandrijving met een kettingkast. De Capri 80 verscheen in 1960 en werd in Nederland geïmporteerd door Stokvis & Zonen.

### Fusie
In 1961 fuseerden Agrati en Garelli. Korte tijd werd als merknaam "AgGar" gebruikt, maar men maakte de afspraak dat Agrati scooters zou blijven maken en Garelli zich zou concentreren op brom- en motorfietsen. Agrati gebruikte "Capri" als merknaam, Garelli gebruikte haar eigen naam. Tot 1962 kregen de Capri's over het algemeen Minarelli-blokjes, met uitzondering van de 50cc-modellen, die motorblokjes van Sachs kregen. Deze 50cc-modellen waren ontwikkeld toen de verkoop van zwaardere scooters terugliep, en zowel Innocenti (Lambretta) als Piaggio (Vespa al 50cc-scooters hadden uitgebracht.

### Garelli Capri
Dat duurde tot 1965, toen de naam Agrati helemaal verdween omdat de samenwerking met Garelli werd beëindigd. Daardoor werd "Capri" van merknaam ineens typenaam, want de scooters werden nu verkocht als "Garelli Capri Brianza". De verkoop liep nog door tot halverwege de jaren zeventig.

## Technische gegevens
= Italiaanse markt
 = Britse markt
|                        | Capri 70                                | Capri 80                                | Capri 50                                | Capri 50 S                              | Capri 50                                | Capri 50 S                              | Agrati Monaco                           | Capri 125 Super                         | Garelli Capri 125 Super Brianza         | Garelli Capri 150 Super Brianza         | Garelli Capri 150 Super Brianza         | Garelli Capri 100 Brianza               |       |
| ---------------------- | --------------------------------------- | --------------------------------------- | --------------------------------------- | --------------------------------------- | --------------------------------------- | --------------------------------------- | --------------------------------------- | --------------------------------------- | --------------------------------------- | --------------------------------------- | --------------------------------------- | --------------------------------------- | ----- |
| Periode                | 1958-1960                               | 1960-1961                               | 1961-1965                               | 1961-1962                               | 1962-1974                               | 1962-1974                               | 1962-1963                               | 1963-1965                               | 1965-1973                               | 1965-?                                  | 1965-?                                  | 1965-?                                  |       |
| Categorie              | scooter                                 | scooter                                 | scooter                                 | scooter                                 | scooter                                 | scooter                                 | scooter                                 | scooter                                 | scooter                                 | scooter                                 | scooter                                 | scooter                                 |       |
| Motortype              | luchtgekoelde eencilinder tweetaktmotor | luchtgekoelde eencilinder tweetaktmotor | luchtgekoelde eencilinder tweetaktmotor | luchtgekoelde eencilinder tweetaktmotor | luchtgekoelde eencilinder tweetaktmotor | luchtgekoelde eencilinder tweetaktmotor | luchtgekoelde eencilinder tweetaktmotor | luchtgekoelde eencilinder tweetaktmotor | luchtgekoelde eencilinder tweetaktmotor | luchtgekoelde eencilinder tweetaktmotor | luchtgekoelde eencilinder tweetaktmotor | luchtgekoelde eencilinder tweetaktmotor |       |
| Motormerk              | Garelli                                 | Minarelli                               | Sachs                                   | Sachs                                   | Garelli                                 | Garelli                                 | Garelli                                 | Garelli                                 | Garelli                                 | Garelli                                 | Garelli                                 | Garelli                                 |       |
| boring                 | 45 mm                                   | 45 mm                                   | 38 mm                                   | 38 mm                                   | 40 mm                                   | 40 mm                                   | 50 mm                                   | 52 mm                                   | 52 mm                                   | 58 mm                                   | 58 mm                                   | 46 mm                                   |       |
| slag                   | 44 mm                                   | 49 mm                                   | 42 mm                                   | 42 mm                                   | 39 mm                                   | 39 mm                                   | 48 mm                                   | 58 mm                                   | 58 mm                                   | 58 mm                                   | 57,6 mm                                 | 58 mm                                   |       |
| Cilinderinhoud         | 69,9 cc                                 | 77,9 cc                                 | 47,6 cc                                 | 47,6 cc                                 | 49 cc                                   | 49 cc                                   | 94,2 cc                                 | 123,1 cc                                | 123,1 cc                                | 153,2 cc                                | 149,8 cc                                | 96,3 cc                                 |       |
| Carburateur            | Dell'Orto ME 16 BS                      | Dell'Orto ME 16 BS                      | Bing                                    | Bing                                    | Dell'Orto SHA 14-12                     | Dell'Orto SHA 14-12                     | Dell'Orto                               | Dell'Orto ME 18 BS                      | Dell'Orto ME 18 BS                      | Dell'Orto ME 18 BS                      | Dell'Orto ME 18 BS                      | Dell'Orto ME 18 BS                      |       |
| Smeersysteem           | mengsmering                             | mengsmering                             | mengsmering                             | mengsmering                             | mengsmering                             | mengsmering                             | mengsmering                             | mengsmering                             | mengsmering                             | mengsmering                             | mengsmering                             | mengsmering                             |       |
| Compressieverhouding   | 7,5:1                                   | 6,5:1                                   |                                         |                                         | 7:1                                     | 10,25:1                                 | 7,4:1                                   | 7,4:1                                   | 7,4:1                                   | 7,4:1                                   | 7,4:1                                   | 7,4:1                                   | 7,4:1 |
| Max. Vermogen          | 3,3 pk (2,4 kW) bij 6.000 tpm           | 3,8 pk (2,8 kW) bij 6.500 tpm           | 2 pk (1,5 kW) bij 5.500 tpm             | 3,8 pk (2,8 kW) bij 7.350 tpm           | 2 pk (1,5 kW) bij 5.000 tpm             | 4,3 pk (3,2 kW) bij 6.500 tpm           | 4,7 pk (3,5 kW) bij 4.500 tpm           | 6,5 pk (4,8 kW) bij 5.750 tpm           | 6,5 pk (4,8 kW) bij 5.750 tpm           | 7,5 pk (5,5 kW) bij 5.750 tpm           | 7,2 pk (5,3 kW) bij 5.500 tpm           | 6 pk (4,4 kW) bij 5.800 tpm             |       |
| Topsnelheid            | 65 km/h                                 | 70 km/h                                 | 45 km/h                                 | 67 km/h                                 |                                         | 67 km/h                                 | 80 km/h                                 | 80 km/h                                 | 85 km/h                                 | 93 km/h                                 |                                         | 80 km/h                                 |       |
| versnellingen          | 3                                       | 3                                       | 3                                       | 4                                       | 3                                       | 4                                       | 4                                       | 4                                       | 4                                       | 4                                       | 4                                       | 4                                       |       |
| Secundaire aandrijving | ketting                                 | ketting                                 | ketting                                 | ketting                                 | ketting                                 | ketting                                 | ketting                                 | Duplexketting in oliebad                | Duplexketting in oliebad                | Duplexketting in oliebad                | Duplexketting in oliebad                | Duplexketting in oliebad                |       |
| Voorvork               | getrokken schommelvork                  | getrokken schommelvork                  | getrokken schommelvork                  | getrokken schommelvork                  | getrokken schommelvork                  | getrokken schommelvork                  | geduwde schommelvork                    | getrokken schommelvork                  | getrokken schommelvork                  | getrokken schommelvork                  | getrokken schommelvork                  | getrokken schommelvork                  |       |
| Achtervork             | swingarm met twee veer/demperelementen  | swingarm met twee veer/demperelementen  | swingarm met twee veer/demperelementen  | swingarm met twee veer/demperelementen  | swingarm met twee veer/demperelementen  | swingarm met twee veer/demperelementen  | swingarm met twee veer/demperelementen  | swingarm met twee veer/demperelementen  | swingarm met twee veer/demperelementen  | swingarm met twee veer/demperelementen  | swingarm met twee veer/demperelementen  | swingarm met twee veer/demperelementen  |       |
| Remmen                 | trommelrem voor en achter               | trommelrem voor en achter               | trommelrem voor en achter               | trommelrem voor en achter               | trommelrem voor en achter               | trommelrem voor en achter               | trommelrem voor en achter               | trommelrem voor en achter               | trommelrem voor en achter               | trommelrem voor en achter               | trommelrem voor en achter               | trommelrem voor en achter               |       |
| Droog gewicht          | 70 kg                                   | 75 kg                                   | 67 kg                                   | 67 kg                                   |                                         |                                         | 97 kg                                   | 93 kg                                   | 90 kg                                   | 93 kg                                   | 93 kg                                   | 88 kg                                   |       |